# La Máquina

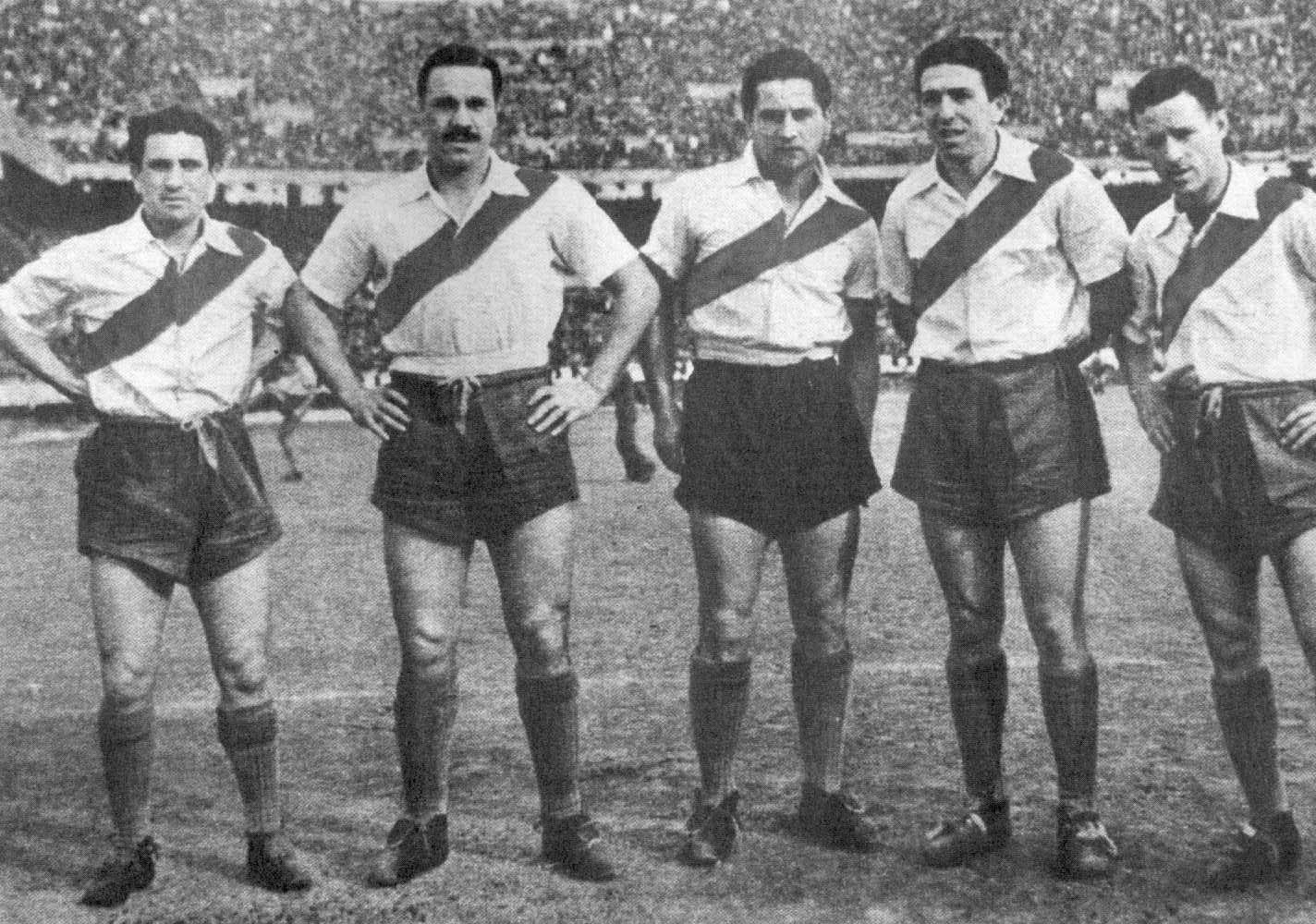
La prima linea de La Máquina: da sinistra Muñoz, Moreno, Pedernera, Labruna e Loustau

La Máquina è il soprannome che è stato dato alla squadra di calcio del River Plate in riferimento al periodo degli anni 1940. Dal 1941 al 1947, sotto la guida del tecnico Renato Cesarini prima e di José Minella poi, la formazione del River ottenne quattro titoli nazionali, mostrando un gioco baldanzoso ed esteticamente gradevole, basato sui rapidi scambi tra i giocatori.
La compagine fu anche soprannominata Los Caballeros de la Angustia (i cavalieri dell'angoscia), dato che vincevano spesso con reti all'ultimo minuto e davano sempre l'impressione di essere in procinto di segnare.

## Storia

### Prima deLa Máquina

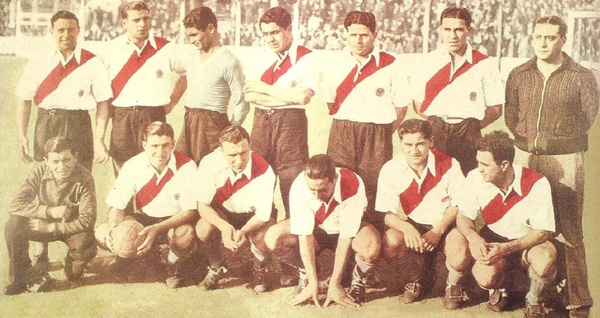
Il River nel 1937

Il River aveva già destato particolare interesse per il proprio stile di gioco verso la fine degli anni 1930, tanto da essere stato chiamato Máquina una volta nell'agosto del 1938. I cinque giocatori che componevano la linea offensiva tra il 1936 e il 1937 erano Peucelle, Vaschetto, Ferreyra, Moreno e Pedernera: nel '37 riuscirono a realizzare 106 gol in 34 gare, stabilendo un primato. Il modulo utilizzato dall'allenatore dell'epoca, l'ungherese Imre Hirschl, non era dissimile dal sistema, anche se utilizzava due difensori anziché tre ed era dunque soprannominato "MW" invece di "WM".
La dirigenza decise di dare maggior valore al proprio settore giovanile, concentrando l'attenzione sulla formazione dei calciatori all'interno del club. Nel 1939 debuttò la mezzala Labruna, e così la linea d'attacco della società riverplatense nel 1940 aveva già quattro dei cinque attaccanti che divennero poi celebri nella Máquina: Muñoz, Moreno, Pedernera e Labruna; al posto di Loustau vi era ancora Aristóbulo Deambrossi, ala sinistra. L'ossatura della squadra era composta dai difensori Aarón Wergifker e Ricardo Vaghi, al River da diversi anni; a centrocampo vi era José Minella, che in seguito assunse il ruolo di allenatore. Nel 1942 Deambrossi lasciò il club, venendo sostituito da Loustau: si compose così il quintetto d'attacco che negli anni successivi avrebbe dimostrato una prolificità fuori dal comune.

### Il 1941
La prima stagione de La Máquina fu quella del 1941. Sebbene il soprannome non fosse ancora stato coniato il club si aggiudicò la vittoria del campionato argentino, imponendosi sui secondi classificati del San Lorenzo de Almagro con un margine di quattro punti nella classifica finale. A dare al River la vittoria fu l'ultima giornata, che vide la squadra bianco-rossa superare per 3-1 l'Estudiantes.  La prima linea fu particolarmente efficace, grazie anche al contributo di Deambrossi e, specialmente, del centravanti Pedernera. Le capacità realizzative della squadra furono valorizzate dalla difesa, solida e ben organizzata, imperniata su Vaghi, Ramos e Yácono. Il 21 settembre scese in campo per la prima volta il già menzionato quintetto.

### Il 1942: l'avvento dellaMáquina
La stagione 1942 fu quella in cui apparve per la prima volta evidente la qualità del gioco del River, che ottenne il suo soprannome il 12 giugno 1942. A conferirglielo fu il giornalista sportivo Borocotó, uruguaiano di nascita, che in seguito alla partita contro il Chacarita Juniors scrisse su El Gráfico:
(Borocotó, Jugó como una máquina el puntero, El Gráfico n. 1196, 12 giugno 1942)

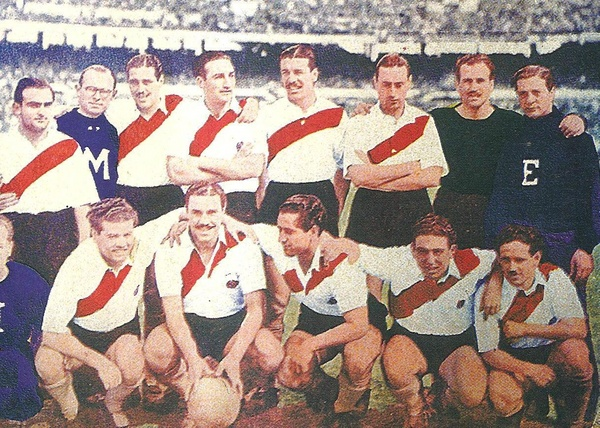
Il River nel 1942

Nel suo articolo Borocotó esaltò le caratteristiche della formazione di Buenos Aires, ponendo particolarmente l'accento sull'intesa tra i giocatori e sulla capacità del collettivo di vincere senza particolare sforzo. Il club iniziò campionato con il successo esterno contro l'Atlanta per 4-2 al quale seguirono numerose altre vittorie. Il San Lorenzo continuava la sua marcia a un ritmo simile.
Fu alla tredicesima giornata del girone di ritorno che si decise il torneo. Il 2-2 nel Superclásico diede al River Plate la certezza matematica d'aver ottenuto il titolo. Al termine della manifestazione, il River aveva ottenuto 20 vittorie, 6 pareggi e 4 sconfitte, e aveva registrato contemporaneamente miglior attacco e miglior difesa.

### 1943-1944: senza vittorie
I due campionati del 1943 e del 1944 furono vinti entrambi dal Boca Juniors, che superò il River Plate rispettivamente per uno e due punti in classifica. Nel 1943 il River ebbe la miglior difesa, con 38 gol subiti, mentre il Boca il miglior attacco con 79 marcature all'attivo; l'anno seguente, invece, il River giunse secondo in entrambi gli àmbiti, lasciando al Boca il primato generale. A fare la differenza tra le due squadre fu, più che la mera qualità tecnica, l'impegno impiegato nel torneo nazionale.

### Dal 1945 al 1947

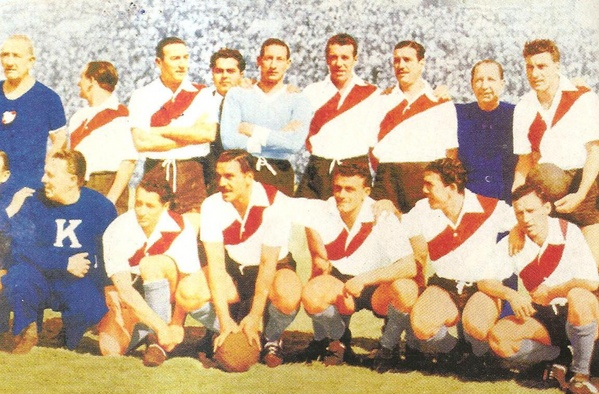
Una formazione del 1947

Dopo i due secondi posti Cesarini lasciò il testimone a Minella, che al suo primo anno in panchina centrò la vittoria in campionato. L'intesa raggiunta dalla squadra contribuì alla vittoria dei titoli del 1945 e del 1947.
Nel primo di questi, il River giunse al titolo alla penultima giornata, battendo in casa il Chacarita Juniors. Come centromediano fu impiegato Néstor Rossi, che divenne il nuovo numero 5 della squadra, sostituendo Rodolfi. In difesa Rodríguez affiancò Vaghi. Più che per il numero di gol segnati, la squadra del '45 risaltò per la solidità della propria linea difensiva, che subì 34 reti in 30 partite, meno di tutte le altre compagini di massima serie. Labruna fu il miglior marcatore del torneo.
Nel 1946 il River giunse al terzo posto, superato da San Lorenzo e Boca Juniors, ma ancora una volta mise in mostra la solidità della terza linea, violata per 34 volte e ancora una volta la migliore d'Argentina.
Il torneo del 1947 fu l'atto finale de La Máquina, che vinse il torneo con un vantaggio di 6 punti sui rivali del Boca e registrando miglior attacco (90 reti, il primato della formazione per gli anni '40) e seconda miglior difesa. Il torneo vide il River assicurarsi il successo finale alla 29ª giornata, con la vittoria per 4-0 sul Rosario Central. Alla stagione conclusiva del ciclo di vittorie debuttò Alfredo di Stéfano, che rimpiazzò Pedernera quale centravanti della squadra, sopperendo alla tecnica del vecchio attaccante con la sua velocità, che fu determinante per raggiungere il numero record di gol.

## Aspetti tattici

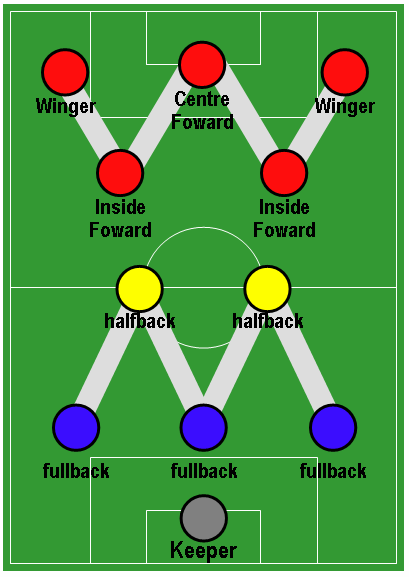
Il "sistema" utilizzato dalla Máquina

La Máquina utilizzò dapprima il 2-3-5 e, in seguito, una variante del 3-2-5. In difesa vi erano solitamente Vaghi e Ferreyra; come centromediano fu impiegato inizialmente Bruno Rodolfi, poi sostituito da Néstor Rossi, affiancato da Ramos e Yácono; in attacco, Muñoz e Loustau erano rispettivamente ala destra e sinistra, Labruna e Moreno erano le mezzali e Pedernera il centravanti. Insieme, i cinque attaccanti giocarono 18 partite. Labruna si mise in particolare evidenza per le doti realizzative che lo portarono a realizzare 115 delle 240 reti messe a segno dalla Máquina. La posizione di Pedernera fu decisa solo dopo varie ricollocazioni effettuate dal tecnico Cesarini, che lo provò in vari ruoli; fu Carlos Peucelle a suggerirgli di farlo agire come centravanti arretrato, e visti i buoni risultati a Pedernera fu stabilmente assegnata quella posizione.
Con il 3-2-5, utilizzato fino al 1946, la squadra fu ridisegnata per ottenere un quadrato con un tasso tecnico maggiore, per meglio organizzare il gioco. I cambiamenti apportati videro indietreggiare Yácono, che si unì dunque alla linea difensiva, creando uno spazio per i quattro giocatori di centrocampo, Rodolfi, Ramos, Moreno e Pedernera; Muñoz e Loustau erano le ali con il compito di rifornire il centravanti Labruna. Il funzionamento della Máquina si basava sulla completa partecipazione di tutti gli elementi alle fasi di gioco, con una particolare attenzione per l'attacco: a tal proposito, Carlos Peucelle disse: «Lo schema adottato non è il tradizionale 1-2-3-5. È l'1-10». Per lo stile di gioco, Eduardo Galeano ha paragonato i Paesi Bassi degli anni 1970 che praticavano il calcio totale a la Máquina.